# 陶祥洛
陶祥洛（1927年—2013年），男，浙江武义人，中国神经外科专家，曾任第六、七、八届全国政协委员。